# Johann August von Elterlein

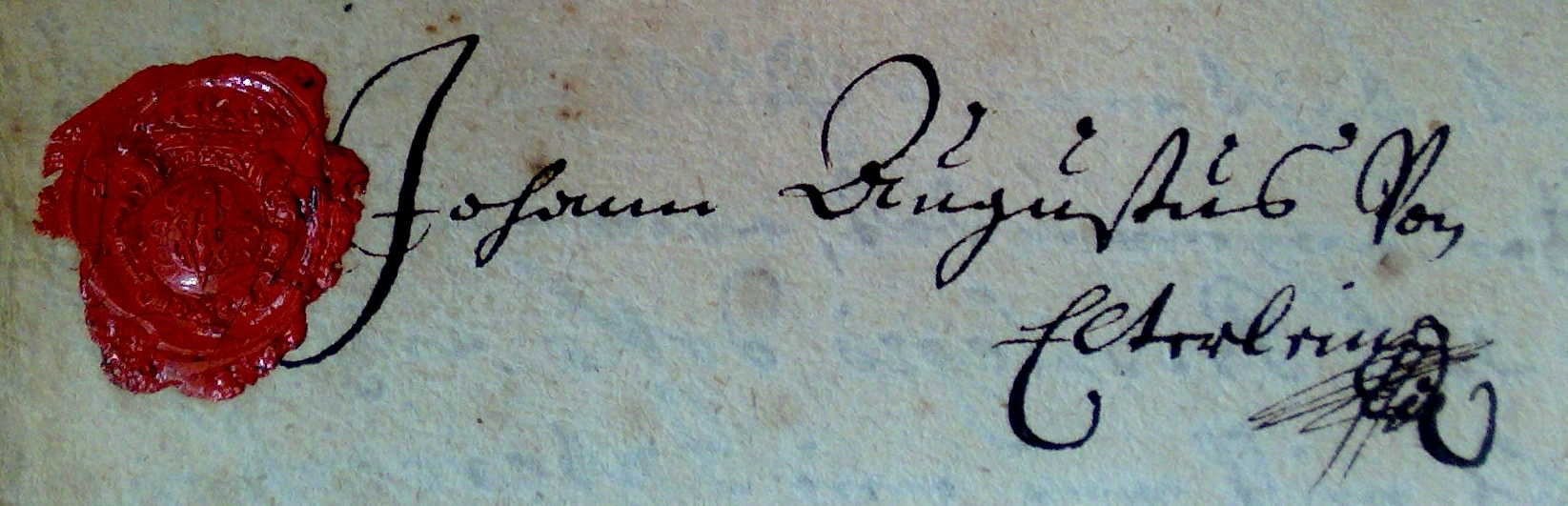
Siegel und Unterschrift Johann August von Elterleins um 1700

Gedenktafel mit dem Wappen derer von Elterlein in Rittersgrün

Johann August von Elterlein (* 23. Mai 1669 auf dem Pfeilhammer in Kleinpöhla; †  23. April 1725 in Rittersgrün) war ein frühneuzeitlicher deutscher Unternehmer und Hammerherr in Rittersgrün.

## Wirken
Der jüngste Sohn des Hammerherrn Hans Heinrich von Elterlein (1624–1685) auf dem  Pfeilhammer in Kleinpöhla übernahm Ende des 17. Jahrhunderts das Hammerwerk der „Frau Generalin von Schmerzing“ in Gablenz, deren verstorbener Mann ein Nachfahre Rudolph von Schmertzings gewesen war, zur Pacht und kaufte 1704 den Konkurs gegangenen Arnoldshammer von der Witwe des Vorbesitzers Christian Rockstroh für 5000 Gulden. 1710 brachte er durch den Kauf des Schmerzingischen Hammers beide Rittersgrüner Hammerwerke in seinen Besitz, erwarb weitere Gebäude und Grundstücke, ließ für seine Hüttenarbeiter neue Häuser in der Nähe seiner Hammerwerke errichten und wirkte als Erb-, Lehn- und Gerichtsherr in Rittersgrün. Von Elterlein starb am 21. April 1725 in Rittersgrün und wurde drei Tage später begraben. Ob er als erstes Familienmitglied im Erbbegräbnis in der Rittersgrüner Kirche beigesetzt wurde, ist nicht nachgewiesen.

## Familie
Johann August war der Begründer der Rittersgrüner Von-Elterlein-Linie. Er heiratete 1695 in Grünstädtel Christiana Regina, die hinterlassene jüngste Tochter von Tobias Biedermann, „Herr, hochbestallter Syndicus u. Stadtrichter in Chemnitz nachgehends vornehmer Consulent u. berühmter Berg- u. Hammerherr zu Großpöhla“. Nach ihrem Tod heiratete Johann August am 2. Februar 1711 Johanna Christiana Schindler aus Eibenstock.
Der älteste Sohn erster Ehe Johann August übernahm nach dem Tod des Vaters 1725 beide Rittersgrüner Hammerwerke und heiratete 1735 seine Cousine Juliana Sophia, Witwe des Wachtmeister unter dem Leipziger Dragoner-Regiment Gottlob Sigismund Frentzel und geborene von Elterlein, „mit welcher Er auff väterl. Seite Leibl. Geschwister Kind“. Alle anderen Kinder des Stammvaters der Rittersgrüner von Elterleins scheinen bald nach der Geburt gestorben zu sein, da über sie keine weiteren Informationen bekannt sind.